# Corentin Jean
Corentin Jean (* 15. Juli 1995 in Blois) ist ein französischer Fußballspieler.

## Vereinskarriere
Jean begann das Fußballspielen in der Umgebung von Blois und spielte bei Blois Foot, als er im Sommer 2010 mit fast 15 Jahren in die Jugendabteilung des Profiklubs ES Troyes AC wechselte. Dort gehörte er den unter 17-jährigen B-Junioren an und übersprang im Sommer 2012 die A-Jugend, sodass er kurz vor seinem 17. Geburtstag in die zweite Mannschaft aufrückte. Für das Fünftligateam debütierte er am 26. August desselben Jahres bei einem 2:3 gegen die Reserveauswahl des FCO Dijon. Acht Tage zuvor hatte er bei einer Erstligapartie der ersten Mannschaft gegen Olympique Lyon auf der Ersatzbank gesessen, war aber nicht zum Einsatz gekommen. 
Am 29. November 2012 lief er erstmals für ebenjene auf, als er beim 1:2 im Ligapokal gegen Stade Rennes von Beginn an auf dem Platz stand. Seine Leistung in dem Spiel brachte ihm eine Nominierung für das folgende Ligaspiel am 2. Dezember ein. Troyes spielte erneut gegen Rennes und verlor 2:3, wobei Jean in der 79. Minute eingewechselt wurde und somit sein Erstligadebüt gab. Zehn Tage später stand er bei einer Begegnung gegen den FC Évian Thonon Gaillard zum ersten Mal in der Startelf. Fortan verblieb er trotz seines geringen Alters von 17 Jahren durchgängig im Kader der ersten Mannschaft, lief zumeist von Beginn an auf und verbuchte 14 bestrittene Erstligaspiele, bis er Ende März 2013 verletzungsbedingt ausfiel. Im Mai desselben Jahres unterschrieb er seinen ersten Profivertrag und band sich mit diesem von Beginn der Spielzeit 2013/14 an für drei Jahre an Troyes. Noch im selben Monat musste er den Abstieg in die zweite Liga hinnehmen. In der nachfolgenden Zeit blieb er fester Bestandteil der Profimannschaft, auch wenn er meist die Rolle eines Jokers einnahm und dementsprechend hauptsächlich eingewechselt wurde. Im Austragungsjahr 2014/15 konnte er sich bei Troyes zunehmend etablieren und steigerte mit zehn Treffern in der Liga auch seine Torgefährlichkeit deutlich. Letztlich glückte am Ende dieser Saison der Gewinn der Zweitligameisterschaft sowie die damit verbundene Rückkehr in die oberste Spielklasse. Zur Saison 2015/16 wurde Jean von der AS Monaco verpflichtet und für die Spielzeit an die ES Troyes AC zurückverliehen.
Den Beginn der Saison 2016/17 verbrachte Jean bei der AS Monaco, ehe er für die Rückrunde an den FC Toulouse ausgeliehen wurde. Nach Ablauf der Leihe verpflichtete Toulouse den Spieler fest. Im Januar 2020 wechselte er zunächst auf Leihbasis und nach Abschluss der Saison fest zum RC Lens. Im Sommer 2022 verließ der Franzose Lens und schloss sich Inter Miami an.

## Nationalmannschaft
Seinen ersten Einsatz im französischen Nationaltrikot verbuchte Jean, als er am 25. Mai 2011 für die U-16-Mannschaft beim 1:2 gegen Deutschland auf dem Platz stand. Es blieb zwar sein einziges Spiel für diese Auswahl, doch wurde er im Oktober des Jahres in die U-17 berufen, für die er verschiedene Partien bestritt, bis er für die U-17-EM 2012 nominiert wurde. Jean lief in allen drei Gruppenspielen auf, musste jedoch an deren Ende das Ausscheiden seiner Mannschaft hinnehmen; dennoch stieg er im September 2012 in die französische U-18 auf. Im Sommer 2013 folgte der Sprung in die U-19, mit der er an der EM 2013 teilnahm und im Endspiel an Serbien scheiterte. Nach rund einem Jahr ohne Berücksichtigung debütierte er im Oktober 2014 zunächst für die U-20 und rückte im Frühjahr 2015 schließlich in die U-21-Auswahl auf. Somit war es ihm gelungen, für sämtliche Jugendteams seines Landes aufgeboten zu werden.